# Kubbat at-Turkuman
Kubbat at-Turkuman (arab. قبة التركمان) – miejscowość w Syrii, w muhafazie Aleppo. W 2004 roku liczyła 1186 mieszkańców.